# Свято-Покровский монастырь (Уральск)

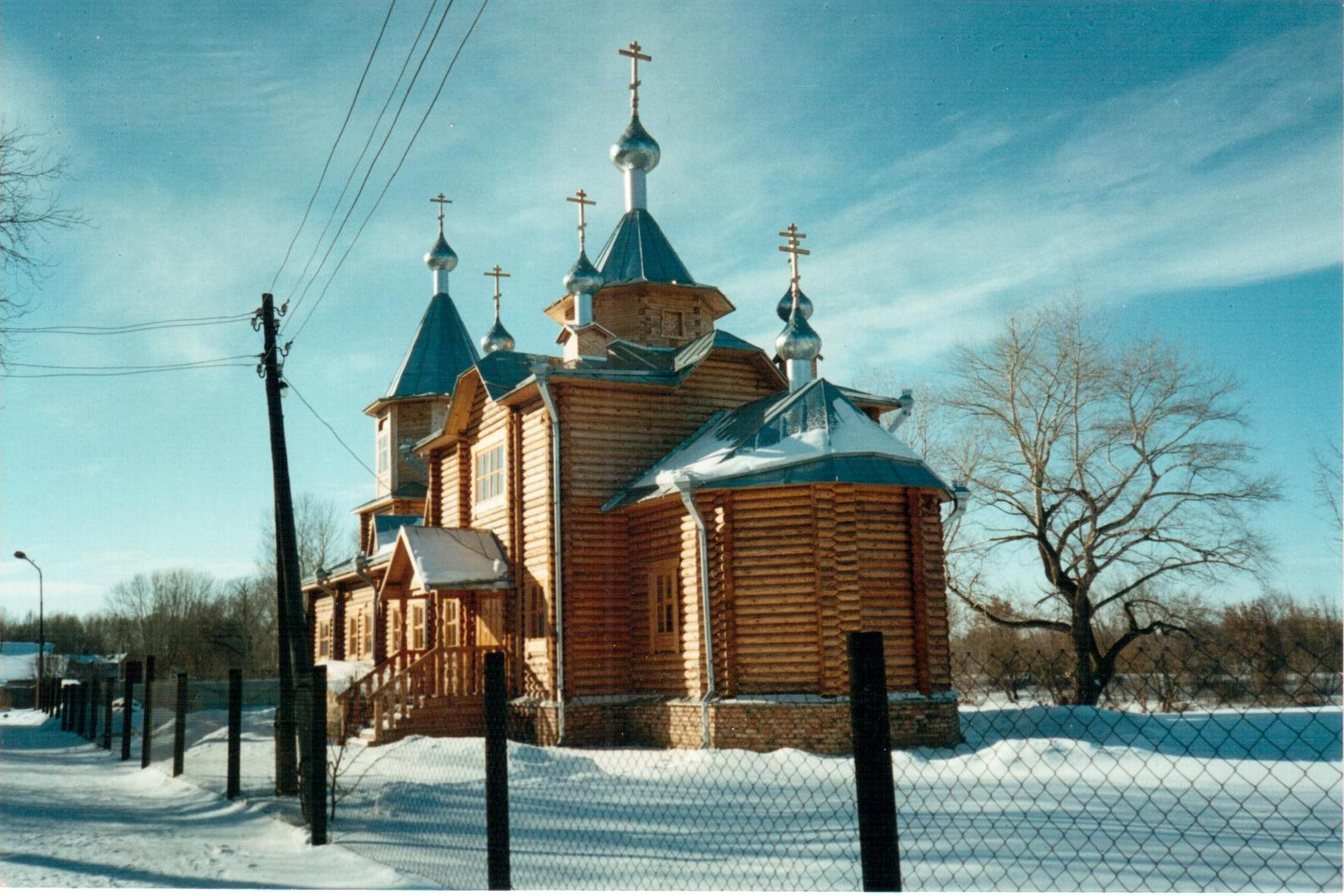
фотография сделана в начале 2000-х гг.

Уральский Свято-Покровский монастырь — женский монастырь Уральской и Атырауской епархии Русской православной церкви (РПЦ), расположенный в Казахстане в городе Уральске.

## История
Монастырь был основан как единоверческая женская община в 1880 году (по другим данным, в 1881 году) на средства местных жителей — купчих Екатерины Леонтьевны Юрьевой (с 1880 по 1890 год она была начальницей общины и настоятельницей монастыря), Ирины Ворыпаевой, вдов Надежды Авдеевой (в монастыре была заместительницей Екатерины Юрьевой) и Анны Мазанцевой, и семьи Ивана и Марии Хохлачевых. Идею создания на Урале мужского (Николаевский монастырь был создан в 1879 году) и женского единоверческих монастырей для борьбы со старообрядческими скитами предложил епископ Оренбургский и Уфимский Иоанникий (Образцов).
Обращение местных жительниц Екатерины Макаровой и Анны Полоротовой в Оренбургскую духовную консисторию поступило в 1872 году. В этом же году под строительство монастыря был выделен земельный участок на левом берегу реки Деркул (впоследствии было выбрано другое место — левый берег Чагана), который был освящён годом позже. Будущая женская монашеская община создавалась в основном казачьими вдовами — прихожанками Успенской часовни в Уральске. Впоследствии в неё вошли и бывшие инокини Садовского старообрядческого скита.
18 (25 по старому стилю) мая 1890 года община была преобразована в монастырь.
На 1900 год в монастыре жили 18 монахинь и 45 послушниц. С 1905 года при монастыре работала школа грамоты, в которой обучались 30 учеников. Во время эпидемии холеры в 1892 году пять монахинь монастыря ухаживали за больными в лечебнице в Уральске.

### Храмы обители
К началу XX века в монастыре был выстроен храм в честь Покрова Пресвятой Богородицы. Её проект был составлен в Оренбурге в 1875 году, и утверждён 19 августа 1881 года, а на следующий день было освящено место под строительство. 25 июля 1882 года храм освятили. В 1890 году был заложен каменный храм во имя Вознесения Господня, который был освящён 1 октября 1913 года епископом Николаевским и Уральским Тихоном (Оболенским).

## Закрытие монастыря
Во время Гражданской войны в монастыре начался тиф, в 1921 году — холера. В 1919 году он несколько раз переходил из рук в руки. За годы войны и эпидемии умерли многие послушницы и монахини.
В 1920-е годы монастырь был упразднён, в его зданиях были открыты школа и клуб, а в садах организован совхоз. Одна из бывших послушниц монастыря, Мария Александровна Хворова, была расстреляна во время Большого террора 17 февраля 1938 года.

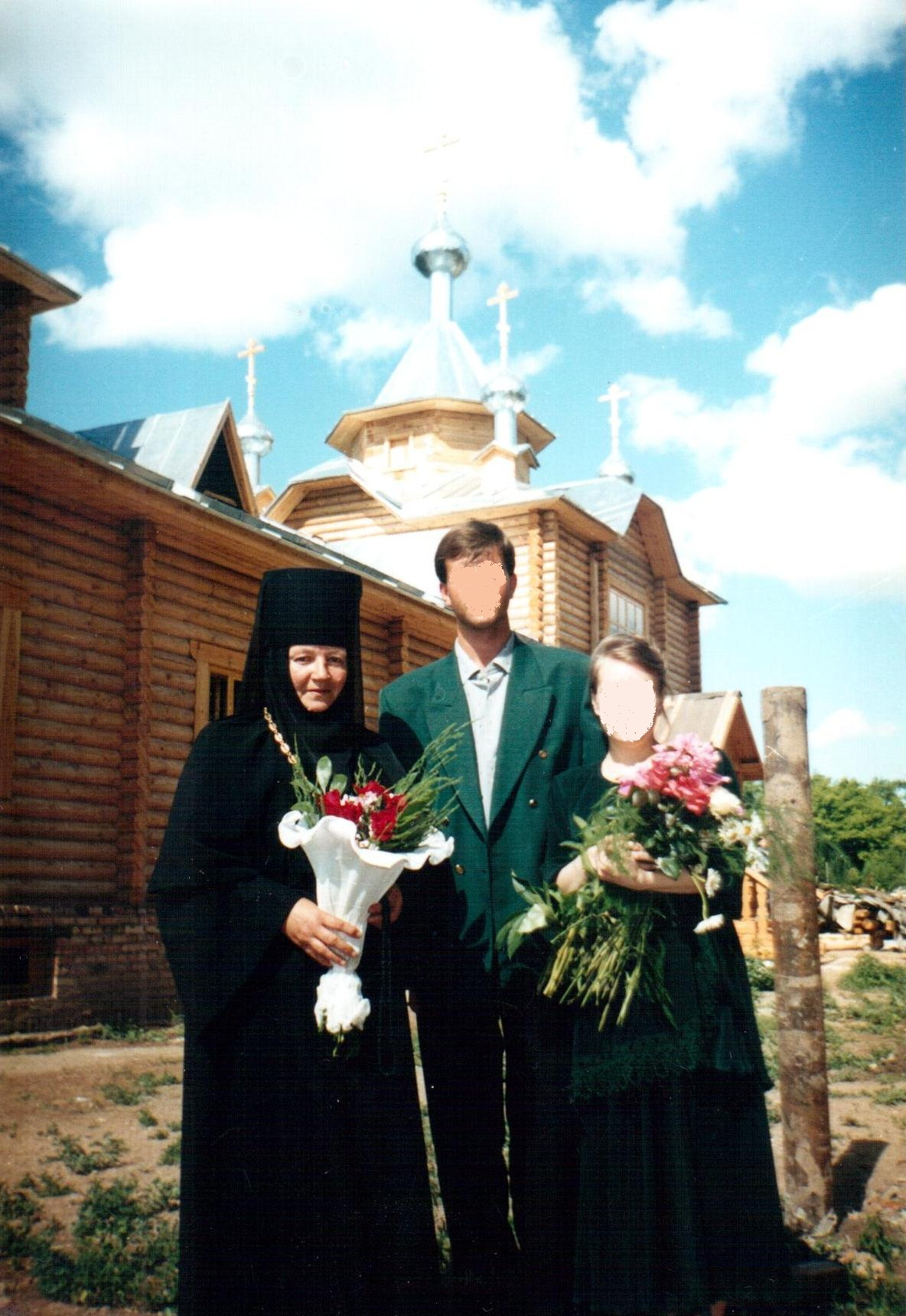
Настоятельница монахиня Михаила

## Восстановление
После распада Советского союза первые желающие стать монахинями появились в 1994 году, когда к Уральской епархии обратились желавшие содействовать в строительстве монастыря меценаты. Так как ближайшим женским монастырем была расположенная в Самаре Иверская обитель, то со стороны епископа Антония (Москаленко) было обращение к местному архиерею Сергию (Полеткину) помочь с обустройством иноческого жития. Результатом чего оказалось направление в качестве настоятельницы монахини Михаилы (Бутаковой). По сути это было время максимального рассвета монастыря (огромное количество людей желало поучаствовать в восстановлении обители: строился храм на месте разрушенного в советские годы, росло хозяйство, строился животноводческий корпус  огромные плантации сельско-хозяйственной продукции, да и максимальное количество монахинь как раз в это время и достигло). В конце 2000 года произошёл разлад в вопросах финансового распределения между настоятельницей и руководством епархии в результате чего часть монахинь с настоятельницей покинули обитель. Это одна из самых печальных страниц в жизни монастыря современного времени. Обитель с деревянным двухэтажным храмом (верхняя церковь освящена в честь Покрова Пресвятой Богородицы, нижняя — в честь святой Матроны Московской) была построена в 2000 году (по другим данным, в 1999 году). Их престолы были освящены на Пасхальной неделе в 2004 году. Монастырь возрождён уже не в качестве единоверческого.
В 2000-х годах количество монахинь в обители доходило до двенадцати. В 2014 году их осталось три.
В настоящее время в монастыре хранятся рака с мощами святой Матроны и чудотворный образ Казанской иконы Божией Матери из города Эмба Актюбинской области.

## Известные настоятельницы и священнослужители обители[3][7]
| Настоятельницы    | Настоятельницы                          | Настоятельницы                   | Настоятельницы |
| ----------------- | --------------------------------------- | -------------------------------- | --- |
| Сан               | Имя                                     | Годы                             | Дополнительно |
| начальница общины | Юрьева, Екатерина Леонтьевна            | 1883-1888                        | Возглавляла общину до самой смерти.                                                                                           |
| игуменья          | Евстолия (Монахова, Евфимия Степановна) | 29 августа 1890—1903             | Ушла на покой и уехала из Уральска.                                                                                           |
| игуменья          | Евникия                                 | 1903 — 14 июля 1906              | Возведена в сан игуменьи 6 декабря 1903 года.                                                                                 |
| монахиня          | Михаила (Бутакова)                      | 1998-2000                        | Уехала из Уральска в Псковскую область (с. Жаборы) к своему духовнику митр. Евсевию (Саввину) где возглавляла женскую общину. |
| монахиня          | Текуса (Скачкова)                       | Начало XXI века.                 | |
| игуменья          | Варвара (Морозова)                      | С 2016                           | |
| Духовенство       |                                         |                                  | |
| иерей             | Свешников, Харлампий Порфирьевич        | 24 октября 1882 — 21 января 1902 | Служил в Покровском храме до самой смерти; диакон Успенско-Богородицкой церкви в Уральске.                                    |
| иерей             | Телятов, Георгий Дорофеевич             |                                  | |
| иерей             | Авдеев, Ксенофонт Гавриилович           |                                  | |
| иерей             | Гилунов Михаил Филиппович               |                                  | |
| иерей             | Добронравов, Григорий Иоаннович         |                                  | |
| иерей             | Беляев, Михаил Павлович                 |                                  | |
| игумен            | Стефан (Капинос)                        | В XXI в.                         | Духовник монастыря. |
| игумен            | Дорофей (Дильманаев)                    | В XXI в.                         | |
| диакон            | Виктор (Мостовщиков)                    | В XXI в.                         | |